# Gàngster
Un gàngster és un criminal membre d'una organització criminal, com una banda, que es dedica a negocis il·lícits. Els termes estan més comunament utilitzats amb referència a membres de les organitzacions criminals associades amb prohibició estatunidenca i el padrí estatunidenc de la màfia italiana, com l'Equip de Chicago, la màfia de Filadèlfia, i les cinc famílies, i individus com Al Capone i Bugsy Siegel. Els gàngsters s'han idealitzat en la cultura popular en pel·lícules com El Padrí, El Padrí II, El Padrí III o Un dels nostres i en sèries com The Sopranos.